# 劉勳麟
劉勳麟（1879年11月29日—1941年3月31日），字百荷，又字北禾。江蘇省常州府武進縣（今屬常州市）人，晚清政治人物、民國教育家。

## 經歷
監生出身。
光緒三十年（1904年）公費留學日本宏文學院、京都高等工藝學校（今京都工藝纖維大學）機織科畢業。
宣統元年（1909年）己酉科部試中式工科舉人，廷試授內閣中書。
改任學部實業司七品小京官，補南洋勸業會審查官。
擢江蘇提學司學務公所實業科科長、蘇州官立中等工業學堂機織科主任等職。
民國元年，江蘇省立第二工業學校成立，任校長。
於六年、八年兩次赴南洋、美國、英國、法國、德國、比利時、埃及等國考察實業教育，提出多項改革建議獲得採行。
十二年（1923年）該校改為江蘇公立蘇州工業專門學校，任校長。主持校政13年，擴建校舍，添置設備，先後設置土木科、染織科、機織科、建築科等科。延聘優良教師，教學注重理論與實務結合，三次購買改建印染、化學、木工、機械等工廠以作為教學實習用途。

十四年（1925年）調江蘇省教育經費管理處科長。獲頒五等嘉禾獎章。
抗日戰爭爆發後，避居於上海租界。
二十八年（1939年）受上海誠孚公司委託，籌建職員養成所，以培訓紡織人才。
三十年（1941年）病逝於上海。
終身從事教育工作，《蘇州市地方誌》有傳。

## 家庭及關聯
劉勳麟為武進西營劉氏第十九世。
- 祖父：劉紹灝。
- 祖母：史氏，河南汝州直隸州知州史秉直之女。
- 父：劉持敬。
- 母：丁氏，直隸蠡縣知縣丁承衍之女。
- 弟：劉勳鳳、劉勳夔、劉勳龍。

### 妻妾
- 正室：莊姮（1881年12月1日－1959年），號粟菱，邑庠生莊寶澍之女。
- 側室：胡氏（1907年12月18日－1967年5月12日），金華人。

### 子女
子三皆庶胡氏出。
- 長子：劉衡仁（1927年6月21日－？），上海紡織機械專科學校畢業，香港南洋紗廠工程師。赴美。
- 次子：劉夷仁，早卒。
- 三子：劉吳仁（1932年6月13日－？），伯樂中學（後併入蘇州一中）高中畢業，虎邱中學、蘇州市第八中學教師。

- 長女：劉襄，正室莊所生，早卒。
- 次女：劉庚，正室莊所生，早卒。
- 三女：劉平仁（1913年6月28日－？），正室莊所生，振華女中（後併入蘇州十中）肄業，適無錫孫玄銜（中國磷業股份有限公司總經理）。
- 四女：劉歧（1934年－？），庶胡氏出，晏城中學畢業，適安東李玉俊（中國人民銀行瀋陽分行行長）。